# جينا اندروز
جينا اندروز هي مغنية مؤلفة كندية، ولدت في 13 مايو 1986.

## وصلات خارجية
- الموقع الرسمي
- جينا اندروز على موقع ميوزك برينز (الإنجليزية)
- جينا اندروز على موقع ديسكوغز (الإنجليزية)